# Проект „Среден Искър“
Проектът „Среден Искър“ е съвместен проект на „ПВБ Пауър България“ и Община Своге, който се реализира от „ВЕЦ Своге“ АД (инвеститор от клас А) чрез публично-частно партньорство.
Предвижда изграждането на 9 малки ВЕЦ от руслов тип по поречието на р. Искър, разположени на територията на община Своге и частично в Община Мездра.

## Изграждане и въвеждане в експлоатация

### I етап
- октомври 2006 – юни 2009 г.: изграждане на МВЕЦ „Лакатник“ и МВЕЦ „Свражен“
- юни 2009 – юни 2010 г.: мониторинг върху работата на първите 2 централи и влиянието им върху околната среда.

За МВЕЦ „Лакатник“ и МВЕЦ „Свражен“ има издадени разрешителни за ползване и те са въведени в експлоатация.

### II етап
- Юни 2010 – септември 2013 г.

За МВЕЦ „Церово“ има издадено разрешително за ползване и е въведена в експлоатация на 20 април 2012 г.
Юни 2013 г. – завършена и въведена в експлоатация МВЕЦ „Прокопаник“.
Юли 2013 г. – завършена и въведена в експлоатация МВЕЦ „Оплетня“.

### III етап
2013 – 2015 г.
Изграждане на последните 4 МВЕЦМ „Бов – юг“, „Бов – север“, „Левище“ и „Габровница“

## Технически параметри на русловите МВЕЦ
Характерни особености на русловите ВЕЦ за производството и управлението на базова електроенергия:
- при русловите ВЕЦ няма отклоняване на води от речния поток;
- коритото на реката се прегражда с дига и затворни съоръжения. Тези части са подвижни и регулират нивото на водите; при високи води те отварят почти цялата ширина на речното корито, като по този начин се избягва рискът от заливане на околните терени и съоръжения и се гарантира придвижване по речното течение на отложените в чашата на езерото утайки
- когато дебитът на речните води е под 6 m3/s, централите не работят и водите на реката преминават над преливника и през рибния проход;
- над бентовете се оформят малки езера, а под централите в реката няма образуване на засушен участък;
- изградена е автоматична система за управление на всеки ВЕЦ поотделно и на целия хидроенергиен проект „Среден Искър“; при опасност от аварии изключването на централите става автоматично;
- централите са присъединени към електро-енергийната система и са оборудвани с най-съвременни защити, с цел предотвратяване на отклонения на параметрите в енергопреносната система;
- за централите е изработен план за действие при природни бедствия, съгласуван и одобрен от „Гражданска защита“.

## Основни данни за проекта
- Инсталирана мощност: 28 MW
- Средна височина на преградните съоръжения: 10 m
- Максимален капацитет на турбините: от 30 до 36 m3/s
- Средна нетна производителност: 143 GWh/год.
- Обща инвестиция: 116 млн. евро;